# Костянтинівська сільська рада (Сарненський район)
Костянти́нівська сільська́ ра́да — колишній орган місцевого самоврядування в Сарненському районі Рівненської області. Адміністративний центр — село Костянтинівка.

## Загальні відомості
- Костянтинівська сільська рада утворена в 1979 році.
- Територія ради: 61,178 км²
- Населення ради: 1 870 осіб (станом на 2001 рік)

## Населені пункти
Сільській раді були підпорядковані населені пункти:
- с. Костянтинівка
- с. Іванівка
- с. Орлівка

## Склад ради
Рада складалася з 16 депутатів та голови.
- Голова ради: Боровик Роман Володимирович
- Секретар ради: Троць Антоніна Петрівна

### Керівний склад попередніх скликань
| Прізвище, ім'я, по батькові | Основні відомості                                                                     | Дата обрання | Дата звільнення |
| --------------------------- | ------------------------------------------------------------------------------------- | ------------ | --------------- |
| Боровик Роман Володимирович | Сільський голова, 1976 року народження, освіта вища, безпартійний                     | 26.03.2006   | 31.10.2010      |
| Боровик Роман Володимирович | Сільський голова, 1976 року народження, освіта вища, член Української Народної Партії | 31.10.2010   |                 |

Примітка: таблиця складена за даними сайту Верховної Ради України